# Billy Petrolle
William "Billy" Michael Petrolle, soprannominato "The Fargo Express" (Berwick, 10 gennaio 1905 – 14 maggio 1983), è stato un pugile statunitense.
La International Boxing Hall of Fame lo ha riconosciuto fra i più grandi pugili di ogni tempo.

## Gli inizi
Di famiglia di origine italiana (la grafia originaria del cognome è probabilmente Petrole, cognome presente a Priverno, in provincia di Latina), divenne professionista nel 1922.

## Carriera da professionista
Raggiunse il vertice della categoria dei leggeri nel 1930 battendo ai punti in 10 round il leggendario Tony Canzoneri e, un paio di mesi dopo, anche Jimmy McLarnin, in un match che fece scalpore, perché McLarnin era considerato in quel momento uno dei più grandi welter degli Stati Uniti e accadde che Petrolle, un "overgrown lightweight", un peso leggero spacciato per welter, come scrisse il The New York Times, lo surclassasse ai punti in 10 round, mettendolo addirittura al tappeto due volte nel 4º.
Innumerevoli altre sfide con Canzoneri, che lo batté ai punti in un match valido per il mondiale dei leggeri nel 1932, e con lo stesso McLarnin, che si prese la rivincita battendolo ai punti in altre due occasioni, oltre a quelle con Barney Ross e Battling Battalino, lo fecero diventare tra i più famosi pugili negli Stati Uniti degli anni che seguirono la Grande depressione, pur senza che Petrolle vincesse mai il titolo mondiale.

## Vita dopo il pugilato
A differenza di molti altri pugili, quando si ritirò seppe amministrare i guadagni della propria carriera, divenendo addirittura consigliere d'amministrazione di una banca del Minnesota.